# Christina Wassen
Christina Wassen (Eschweiler, 12 de enero de 1999) es una deportista alemana que compite en saltos de plataforma. Su hermana Elena compitió en el mismo deporte.
Ganó una medalla de bronce en el Campeonato Mundial de Natación de 2023 y seis medallas en el Campeonato Europeo de Natación entre los años 2018 y 2022. En los Juegos Europeos de Cracovia 2023 consiguió dos medallas, oro en plataforma 10 m sincro y plata en plataforma 10 m.
Participó en los Juegos Olímpicos de Tokio 2020, ocupando el quinto lugar en la prueba de plataforma sincronizada.

## Palmarés internacional
| Campeonato Mundial | Campeonato Mundial    | Campeonato Mundial | Campeonato Mundial           |
| Año                | Lugar                 | Medalla            | Prueba                       |
| ------------------ | --------------------- | ------------------ | ---------------------------- |
| 2023               | Fukuoka (Japón)       | Medalla de bronce  | Equipo mixto                 |
| Juegos Europeos    |                       |                    |                              |
| Año                | Lugar                 | Medalla            | Prueba                       |
| 2023               | Rzeszów (Polonia)     | Medalla de oro     | Plataforma 10 m sincro       |
| 2023               | Rzeszów (Polonia)     | Medalla de plata   | Plataforma 10 m              |
| Campeonato Europeo |                       |                    |                              |
| Año                | Lugar                 | Medalla            | Prueba                       |
| 2018               | Glasgow (Reino Unido) | Medalla de bronce  | Plataforma 10 m sincro mixto |
| 2019               | Kiev (Ucrania)        | Medalla de oro     | Equipo mixto                 |
| 2019               | Kiev (Ucrania)        | Medalla de bronce  | Plataforma 10 m sincro mixto |
| 2021               | Budapest (Hungría)    | Medalla de bronce  | Equipo mixto                 |
| 2022               | Roma (Italia)         | Medalla de bronce  | Plataforma 10 m              |
| 2022               | Roma (Italia)         | Medalla de bronce  | Plataforma 10 m sincro       |